# فلوکومافن
فلوکومافن (به انگلیسی: Flocoumafen) با فرمول شیمیایی C۳۳H۲۵F۳O۴ یک ترکیب شیمیایی با شناسه پاب‌کم ۹۱۷۴۸ است. که جرم مولی آن ۵۴۲٫۵۴۴۴۱ g/mol می‌باشد. 